# Lozin' Must
"Lozin' Must" är en låt av det svenska punkrockbandet Millencolin. Den finns med på deras tredje studioalbum For Monkeys, men utgavs också som singel den 6 april 1997. Singeln innehåller även Desmond Dekker-covern "Israelites" och den egna låten "Vixen". Båda dessa finns utgivna på samlingsalbumet The Melancholy Collection.
Skivan utgavs på CD och 7"-vinyl av Burning Heart Records . Den amerikanska versionen av singeln innehöll även en remix av låten "The Story of My Life", vilken tidigare utgivits som singel och på albumet Life on a Plate.
Skivans omslag är formgivet av gitarristen Erik Ohlsson.

## Låtlista
Europeiska CD-versionen
1. "Lozin' Must"
2. "Israelites" Desmond Dekker)-cover
3. "Vixen"

Amerikanska CD-versionen
1. "Lozin' Must"
2. "Israelites"
3. "The Story of My Life" (remix)
4. "Vixen"

7"-vinyl
- Sida A:

1. "Lozin' Must"
2. "Israelites"

- Sida B:

1. "The Story of My Life" (remix)
2. "Vixen"

## Listplaceringar
| Lista (1997) | Topplacering |
| ------------ | ------------ |
| Sverige      | 29           |